# Steve Aoki
Steven Hiroyuki Aoki (n. 30 noiembrie 1977, Miami, Florida, SUA) este un DJ, muzician și producător american de origine japoneză, fiul antreprenorului Hiroaki Aoki.